# 189
189 је била проста година.

## Догађаји
- Конзули Дулије Силан и Квинт Сервилије Силан. Конзул-суфект Септимије Север.
- Клеандр је купио огромне количине жита и изазвао глад у Риму. Гомила људи се крета ка палати да би поднела жалбу Комоду. На улицама је избила битка између руље и коњаника. Комод је био обавештен о томе и наредио је да се Клеандр погуби.
- Римски епископ Виктор I (189-199.) сазвао је Сабор у Риму, на којем је одбачена учења четрдесетодневника и монтаниста.
- Димитрије изабран за епископа Александрије (189-232).
- У Кини Јуан Шао је организовао истребљење дворских „евнуха“.
- Гушење устанка на северозападу Кине.

## Рођења
- 7. март — Гета, римски цар (у. 211)

## Смрти
- Римски епископ Елевтерије